# Houten tserkva's van de Karpaten in Polen en Oekraïne
De houten tserkva's van de Karpaten in Polen en Oekraïne zijn een groep van zestien houten oosters-katholieke en oosters-orthodoxe kerken in de Karpaten verspreid over Polen en Oekraïne, en gebouwd tussen de 16de en de 19de eeuw die werden toegevoegd als transnationaal werelderfgoed aan de werelderfgoedlijst van de UNESCO.
| Afbeelding | Kerk                                | Plaats                                    | Provincie               |
| ---------- | ----------------------------------- | ----------------------------------------- | ----------------------- |
|            | St. Paraskeva                       | Radruż                                    | Woiwodschap Subkarpaten |
|            | Geboorte van de Heilige Maagd Maria | Chotyniec                                 | Woiwodschap Subkarpaten |
|            | St. Michael de Aartsengel           | Smolnik                                   | Woiwodschap Subkarpaten |
|            | St. Michael de Aartsengel           | Turzańsk                                  | Woiwodschap Subkarpaten |
|            | St. Jacobus                         | Powroźnik                                 | Woiwodschap Klein-Polen |
|            | Bescherming van de Moeder Gods      | Owczary                                   | Woiwodschap Klein-Polen |
|            | St. Paraskeva                       | Kwiatoń                                   | Woiwodschap Klein-Polen |
|            | St. Michael de Aartsengel           | Brunary Wyżne (deel van het dorp Brunary) | Woiwodschap Klein-Polen |
|            | Heilige Geest                       | Potelytsj                                 | Oblast Lviv             |
|            | Heilige Moeder Gods                 | Matkiv                                    | Oblast Lviv             |
|            | Heilige Drievuldigheid              | Zjovkva                                   | Oblast Lviv             |
|            | St. Joris                           | Drohobytsj                                | Oblast Lviv             |
|            | Heilige Geest                       | Rohatyn                                   | Oblast Ivano-Frankivsk  |
|            | Geboorte van de Heilige Maagd Maria | Nyzjniej Verbizj                          | Oblast Ivano-Frankivsk  |
|            | Kerk van de Hemelvaart              | Jasinja                                   | Oblast Transkarpatië    |
|            | St. Michael de Aartsengel           | Oezjok                                    | Oblast Transkarpatië    |

In 2013 werden de houten tserkva's van de Karpaten in Polen en Oekraïne mee opgenomen op de werelderfgoedlijst van UNESCO tijdens de 37e sessie van de Commissie voor het Werelderfgoed.
Kiev: Sint-Sophiakathedraal en bijbehorende kloostergebouwen, Kiev-Petsjersk Lavra ·
Lviv - het ensemble van het historisch centrum ·
Geodetische boog van Struve ·
Oude en voorhistorische beukenbossen van de Karpaten en andere regio's van Europa ·
Residentie van Bukovinische en Dalmatische metropolieten ·
Oude stad Taurisch Chersonesos en zijn chora ·
Houten tserkva's van de Karpaten in Polen en Oekraïne ·
Historisch centrum van Odessa
Historisch centrum van Krakau · Koninklijke Wieliczka- en Bochnia-zoutmijnen · Auschwitz-Birkenau: Duits naziconcentratie- en -vernietigingskamp · Woud van Białowieża · Historisch centrum van Warschau · Oude stad Zamość · Middeleeuwse stad Toruń · Kasteel van de Duitse ridderorde in Malbork · Kalwaria Zebrzydowska: maniëristisch architectuur-en parklandschapcomplex en bedevaartspark · Vredeskerken in Jawor en Świdnica · Houten kerken van zuidelijk Małopolska · Muskauer Park / Park Muzakowski · Hala Stulecia in Wrocław · Houten tserkva's van de Karpaten in Polen en Oekraïne· Lood-zilver-zinkmijn van Tarnowskie Góry en haar ondergrondse waterbeheersysteem · Prehistorische mijnstreek van gestreepte vuursteen van Krzemionki · Oude en voorhistorische beukenbossen van de Karpaten en andere regio's van Europa